# The Mandarin Mystery
The Mandarin Mystery (Brasil:  ) é um filme norte-americano de 1935, do gênero mistério, dirigido por Ralph Staub e estrelado por Eddie Quillan e Charlotte Henry.

## A produção
The Mandarin Mystery é o segundo e último filme com Ellery Queen a ser produzido pela Republic Pictures. O anterior foi The Spanish Cape Mystery, rodado no mesmo ano, com Donald Cook no papel do detetive amador, que agora é vivido por Eddie Quillan.
O personagem foi revivido nas telas pela Columbia Pictures, em sete filmes entre 1940 e 1942, interpretado inicialmente por Ralph Bellamy e, depois, por William Gargan.
The Mandarin Mystery é baseado no romance The Chinese Orange Mystery, escrito por Manfred B. Lee e Frederic Dannay, que assinavam suas obras coletivamente como Ellery Queen.

## Sinopse
Ellery Queen tenta recuperar um valioso selo chinês, roubado por um colecionador, o que leva a duas mortes, ambas acontecidas em quartos fechados.

## Elenco
| Ator/Atriz        | Personagem            |
| ----------------- | --------------------- |
| Eddie Quillan     | Ellery Queen          |
| Charlotte Henry   | Josephine Temple      |
| Rita La Roy       | Martha Kirk           |
| Wade Boteler      | Inspetor Queen        |
| Franklin Pangborn | Mellish               |
| George Irving     | Doutor Alexander Kirk |
| Kay Hughes        | Irene Kirk            |
| William Newell    | Guffy                 |
| George Walcott    | Donald Trent          |